# Porotrichum globiglossum
Porotrichum globiglossum är en bladmossart som beskrevs av C. Müller 1900. Porotrichum globiglossum ingår i släktet Porotrichum och familjen Neckeraceae. Inga underarter finns listade i Catalogue of Life.